# خوزه مانوئل مارتین
خوزه مانوئل مارتین (اسپانیایی: José Manuel Martín‎؛ زادهٔ ۲۴ مهٔ ۱۹۲۴) بازیگر و فیلم‌نامه‌نویس اهل اسپانیا است. وی بین سال‌های ۱۹۵۲ تا ۱۹۸۹ میلادی فعالیت می‌کرد.
از فیلم‌هایی که وی در آن نقش داشته‌است، می‌توان به مشت، دزدان دریایی و کاراته، خاور باختر، ویریدیانا، با باد شرق، صد اسلحه، قلعه فو مانچو، آریزونا کلت بازمی‌گردد و اگه خدا ببخشه من نمی‌بخشم اشاره کرد.